# サム・アラダイス
サムエル・アラダイス（Samuel "Sam" Allardyce、 1954年10月19日 - ）は、イングランド・ダドリー出身の元サッカー選手、サッカー指導者。通称「ビッグ・サム」。

## 略歴
選手時代はセンターバックとしてプレー。1973年にボルトン・ワンダラーズFCでプロデビューし、7年間で184試合に出場し、21得点を挙げるなど主力として活躍した。その後はイングランドのチームを転々とし、1983年にはアメリカ合衆国でもプレー。アラダイスはアメリカン・フットボールの練習を取り入れることがあるが、この時の経験から受けた影響が大きい。
1989年、ウェスト・ブロムウィッチ・アルビオンに移籍すると、アシスタントコーチを兼任、プレイングマネージャーとして指導者の道を歩き始める。1991年にはアイルランドのリムリックFCの監督に就任し、チームを昇格に導いている。1992年にかつてキャプテンを務めたこともあるプレストン・ノースエンドで現役生活を終えた。
現役引退後はブラックプールFC、ノッツ・カウンティFCを経て、1999年に古巣であるボルトンの監督に就任。2001-2002シーズンをディビジョン1(実質2部)3位で終えると、プレーオフの末プレミアリーグに昇格させる。その後2シーズンに渡る降格の危機を乗り越えると、2004-2005シーズンは6位になりUEFAカップ出場権を獲得し、活躍の舞台を欧州まで広げた。2007年、ボルトンと結んでいた10年契約を解除し、ニューカッスル・ユナイテッドの監督に就任。この移籍の理由にタイトルの獲得を挙げており、不振に喘ぐ古豪ニューカッスルをどのように復活させるか手腕が問われたが、2008年1月、成績不振を理由に解任された。2008年12月、ブラックバーン・ローヴァーズFCの監督に就任するも、2年半で解任。その後いくつかのクラブで監督を務めた。
2016年7月、イングランド代表監督に就任。ところがデイリー・テレグラフが仕組んだ囮取材でFIFAやFAが禁じている選手の第三者保有について「（禁止は）バカげたルールだ」とコメントしたことやロイ・ホジソン前監督やイギリス王室を侮辱したこと、加えて選手の移籍で架空契約を結ぼうとしていた事などが明るみに出て、わずか2か月で解任されている。
2016年12月、クリスタル・パレスFCの監督に就任。2016-17シーズン終了まで指揮を執り、2017年5月に辞任と監督業からの引退を発表した。
しかし2017年11月30日、解任されたロナルド・クーマンの後任としてエヴァートンFCの監督に就任した。一時は降格圏にも沈んでいたチームを建て直し、最終的にリーグ戦を8位で終え、シーズン終了後退任した。
2020年12月16日、成績不振で解任されたスラベン・ビリッチの後任としてウェスト・ブロムウィッチ・アルビオンFCの監督に就任。しかし、チームを立て直すことができず3試合を残して降格が決定。個人としてはキャリア初の降格だった。5月19日、WBAはアラダイスの退任を発表した。
2023年5月3日、成績不振で解任されたハビ・グラシアの後任としてリーズ・ユナイテッドFCの監督に就任。

## 人物
ロングボールを多用とした戦術を取る為、「古典的」「つまらない」と試合内容について批判される事も多いが、当時ディビジョン1に甘んじていたボルトンをプレミアリーグに昇格させ、UEFAカップ圏内に食い込むまでの強豪に成長させた。また、ジェイ＝ジェイ・オコチャ、エル＝ハッジ・ディウフ、イバン・カンポをはじめとする、不調に喘いでいる選手を安価で獲得して再生させる事でも有名である。
また、ダーツの腕前はプロ並と言われている。

## 監督成績
2021年6月30日現在
| クラブ                       | 国               | 就任           | 退任           | 記録  | 記録 | 記録 | 記録 | 記録   | 記録 |
| クラブ                       | 国               | 就任           | 退任           | 試    | 勝   | 分   | 敗   | 勝率   |      |
| ---------------------------- | ---------------- | -------------- | -------------- | ----- | ---- | ---- | ---- | ------ | ---- |
| リムリック (選手兼任)        | アイルランドの旗 | 1991年         | 1992年         | 27    | 14   | 10   | 3    | 051.85 |      |
| プレストン・ノースエンド     | イングランドの旗 | 1992年9月30日  | 1992年11月30日 | 12    | 3    | 4    | 5    | 025.00 |      |
| ブラックプール               | イングランドの旗 | 1994年7月19日  | 1996年5月29日  | 102   | 44   | 23   | 35   | 043.14 |      |
| ノッツ・カウンティ           | イングランドの旗 | 1997年1月16日  | 1999年10月14日 | 145   | 56   | 39   | 50   | 038.62 |      |
| ボルトン・ワンダラーズ       | イングランドの旗 | 1999年10月19日 | 2007年4月29日  | 371   | 153  | 104  | 114  | 041.24 |      |
| ニューカッスル・ユナイテッド | イングランドの旗 | 2007年5月15日  | 2008年1月9日   | 24    | 8    | 6    | 10   | 033.33 |      |
| ブラックバーン・ローヴァーズ | イングランドの旗 | 2008年12月17日 | 2010年12月13日 | 90    | 32   | 24   | 34   | 035.56 |      |
| ウェストハム・ユナイテッド   | イングランドの旗 | 2011年6月1日   | 2015年5月24日  | 181   | 68   | 46   | 67   | 037.57 |      |
| サンダーランド               | イングランドの旗 | 2015年10月9日  | 2016年7月22日  | 31    | 9    | 9    | 13   | 029.03 |      |
| イングランド代表             | イングランドの旗 | 2016年7月22日  | 2016年9月27日  | 1     | 1    | 0    | 0    | 100.00 |      |
| クリスタル・パレス           | イングランドの旗 | 2016年12月23日 | 2017年5月23日  | 24    | 9    | 3    | 12   | 037.50 |      |
| エヴァートン                 | イングランドの旗 | 2017年11月30日 | 2018年5月16日  | 26    | 10   | 7    | 9    | 038.46 |      |
| WBA                          | イングランドの旗 | 2020年12月16日 | 2021年6月30日  | 26    | 4    | 8    | 14   | 015.38 |      |
| リーズ                       | イングランドの旗 | 2023年5月3日   |                |       |      |      |      |        |      |
| 合計                         | 合計             | 合計           | 合計           | 1,060 | 411  | 283  | 366  | 038.77 |      |

## タイトル

### 選手時代
ボルトン・ワンダラーズFC
- フットボールリーグ・セカンドディビジョン：1回（1977-78）

個人
- PFA年間ベストイレブン：1回（1986-87）

### 指導者時代
リムリックFC
- リーグ・オブ・アイルランド・ファーストディビジョン：1回（1991-92）

ノッツ・カウンティFC
- フットボールリーグ・サードディビジョン：1回（1997-98）

個人
- フットボールリーグ・ファーストディビジョン月間最優秀監督：1回（2001年1月）
- プレミアリーグ月間最優秀監督：6回（2001年8月、2003年11月、2004年1月、2006年12月、2014年2月、2014年10月）